# Серце пітьми
«Серце пітьми» або «Серце темряви» (англ. Heart of Darkness) — роман англійського письменника Джозефа Конрада. Твір вперше опубліковано у трьох частинах на сторінках Блеквудського журналу (англ. Blackwood's Magazine) у 1899 році, а 1902 року вийшло окреме видання книги.
У романі розповідається про англійця Марлоу, якого бельгійська торгова компанія відправляє в Африку, де він стає капітаном річкового пароплава. Марлоу має важливе завдання — повернути Курца, що добуває слонову кістку, назад до цивілізації.
Основну частину книги займає розповідь Марлоу від першої особи про його подорож уздовж тропічної річки, серед зовсім невідомих європейцю територій. Його розповідь сповнена моторошних подробиць про життя тубільців та описів заведених в далекій колонії порядків.
У вислові «серце пітьми» вбачається не тільки географічне положення «чорного континента», куди ще не ступила нога цивілізації, але й «темрява в душі» людини.
Номер 75 у Рейтингу 100 найкращих книг усіх часів журналу Ньюсвік.

## Історія створення роману

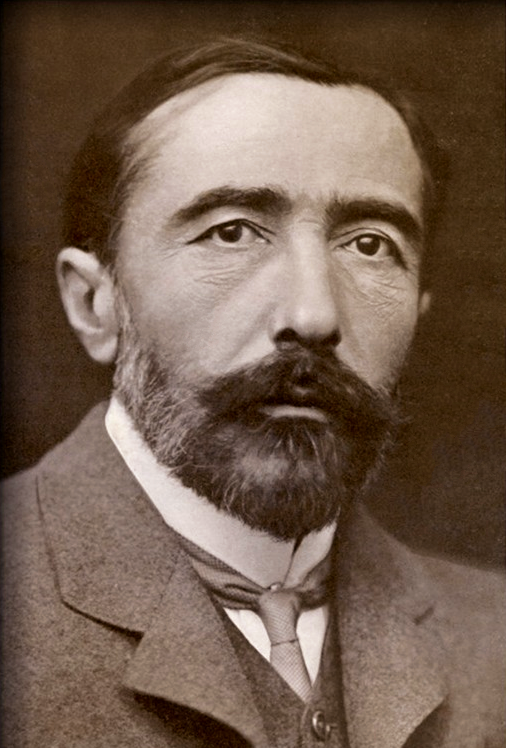
Конрад використав власний досвід мандрівки до Конго для написання роману

Наприкінці XIX століття Конго потрапило під владу бельгійського короля Леопольда II, який всіляко експлуатував місцеве населення у гонитві за ресурсами, зокрема й слонової кістки. Жертвами жорстокого режиму стали мільйони людей.
В основу книги ліг власний досвід письменника. 1890 року Конрад підписав контракт з бельгійською компанією та здійснив подорож до Конго, де став свідком нелюдських дій «емісарів світла». Марлоу в основному відтворює досвід автора. Хоча Конрад ніколи й не був капітаном пароплава, йому довелося заміняти хворого шкіпера протягом десяти днів. Менш ніж за місяць Джозеф подолав близько тисячі миль горіріч, аби добутися станції. Там він зустрів можливих прототипів Курца — агента Леона Рома, який прикрасив квітник 21 черепом своїх жертв, а також агента на ймення Кляйн (нім. Klein — «малий» → нім. Kurtz — «короткий»), який помер під час зворотньої подорожі. Конрадова мандрівка глибоко деморалізувала письменника та підірвала його здоров'я.
Літературний прийом міз-ан-абім («розповідь у розповіді»), використаний Конрадом при написанні «Серця темряви» — має багато літературних попередників. Емілі Бронте у «Грозовому перевалі» та Мері Шеллі в своєму «Франкенштейні» використали схожий прийом, хоча найвідомішими прикладами є «Кентерберійські оповідання» Джефрі Чосера та «Казки тисяча і одної ночі».

## Персонажі
- Чарльз Марлоу — протагоніст і оповідач більшої частини історії. Марлоу – філософський і спостережливий моряк, який працює капітаном річкового пароплава для бельгійської торгової компанії. Його подорож у Конго стає дослідженням жорстокості колоніалізму і внутрішньої темряви людства.
- Курц — загадковий і харизматичний торговець слоновою кісткою, який працює на ту ж компанію, що й Марлоу. Курц відомий своєю успішністю, але з часом впадає в моральне падіння і божевілля. Він символізує необмежену владу і темряву людської душі.
- менеджер — сірий, обачливий керівник Центральної станції. Він амбітний і маніпулятивний, дбає лише про збереження свого становища і готовий усунути будь-яку загрозу.
- росіянин (Арлекін) — молодий і наївний чоловік, зачарований Курцем. Він є його вірним послідовником і захоплюється його силою та ідеями. Його яскравий одяг і дитяча простота контрастують із похмурою реальністю Конго.
- цегляр — підлабузник і ледар на Центральній станції, який насправді нічого не будує. Він мріє здобути прихильність менеджера і є уособленням неефективності та морального занепаду компанії.
- наречена Курца (обраниця) — невинна ідеалізована постать, яка залишається в Європі. Вона символізує романтизовану європейську цивілізацію і не знає про жахіття, які Курц вчинив у Конго. Її образ контрастує з реальністю темряви, яку пережив Курц.
- канібали — тубільні члени екіпажу Марлоу, які працюють на пароплаві. Вони показують витримку і самовладання, що разюче контрастує із жорстокістю європейців.
- пілігрими — група жадібних і некомпетентних європейських агентів, які працюють на торгову компанію. Вони одержимі здобиччю слонової кістки і демонструють лицемірство та жорстокість, які є суттю імперіалізму.

## Сюжет

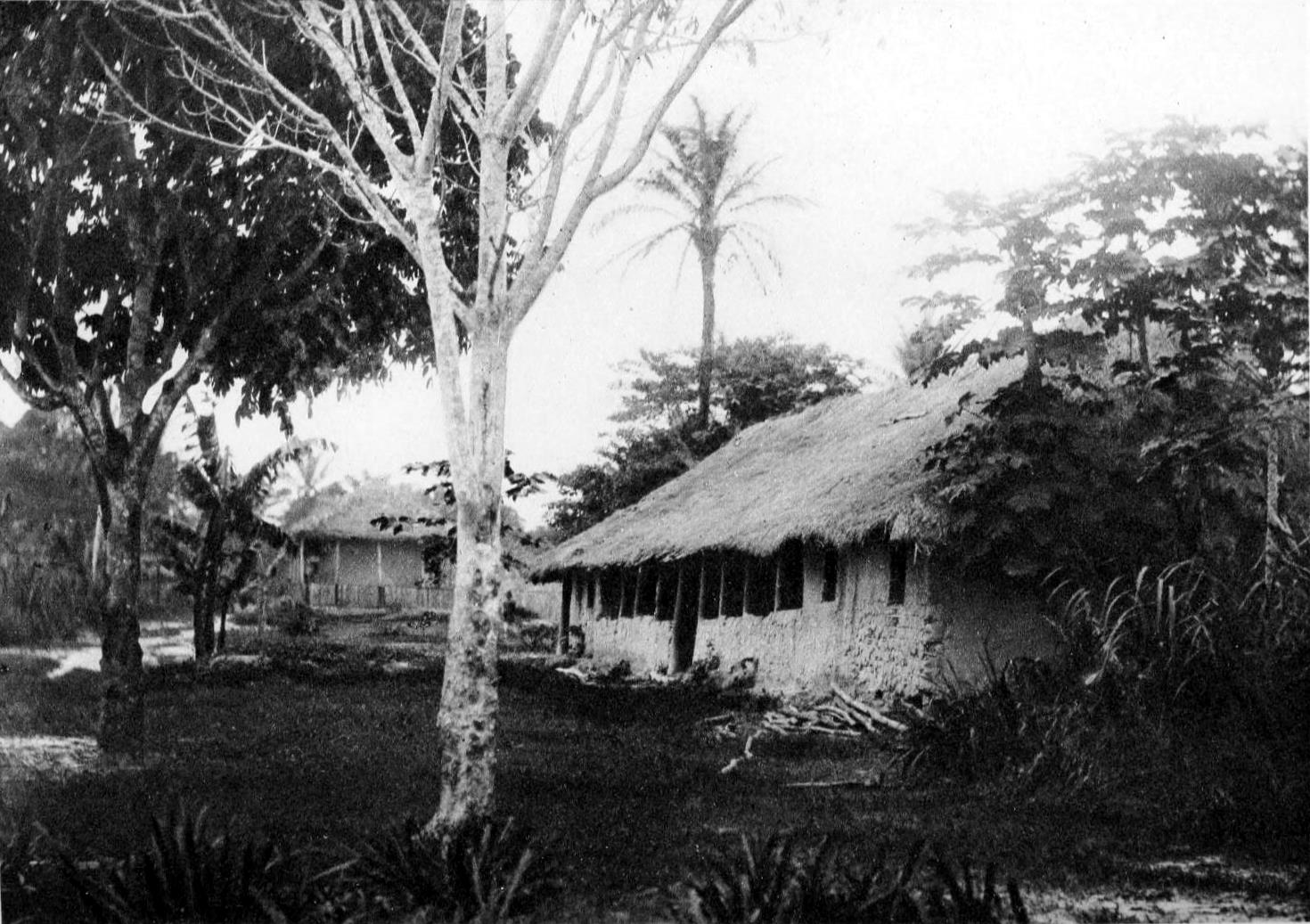
Бельгійська станція на р. Конго (1889)

На борту яхти «Неллі», яка стала якорем у гирлі Темзи, поблизу Ґрейвсенду, Чарлі Марлоу в позі замисленого Будди розповідає своїм приятелям-морякам про те, як йому довелося стати прісноводним моряком — шкіпером річкового пароплаву бельгійської торгової компанії, що спеціалізувалась на слоновій кістці. Головним завданням Марлоу було здійснити мандрівку горіріч річки Конго, щоб повернути назад до цивілізації найпродуктивнішого агента Курца, який обіймав важливу посаду в факторії та відправляв слонівки стільки, «як усі інші агенти разом взяті». Курц був легендарною особою та світочем прогресу. Але всі ці уявлення враз розвіялися, коли Марлоу таки добрався до Курцової станції . Цей «найкращий представник цивілізації» силою зброї забирав в автохтонного населення слонівку та навіть проголосив себе їхнім богом. «Душа його була душею шаленця. Закинута в ці дикі нетрі, вона заглянула в себе і — їй-бо! — збожеволіла». Марлоу не вдалося повернути Курца назад до цивілізації, адже той, будучи при смерті, віддав Богу душу під час їхньої зворотньої подорожі вниз по річці. А останніми словами Курца стали: «Жах! Жах!».

## Критика

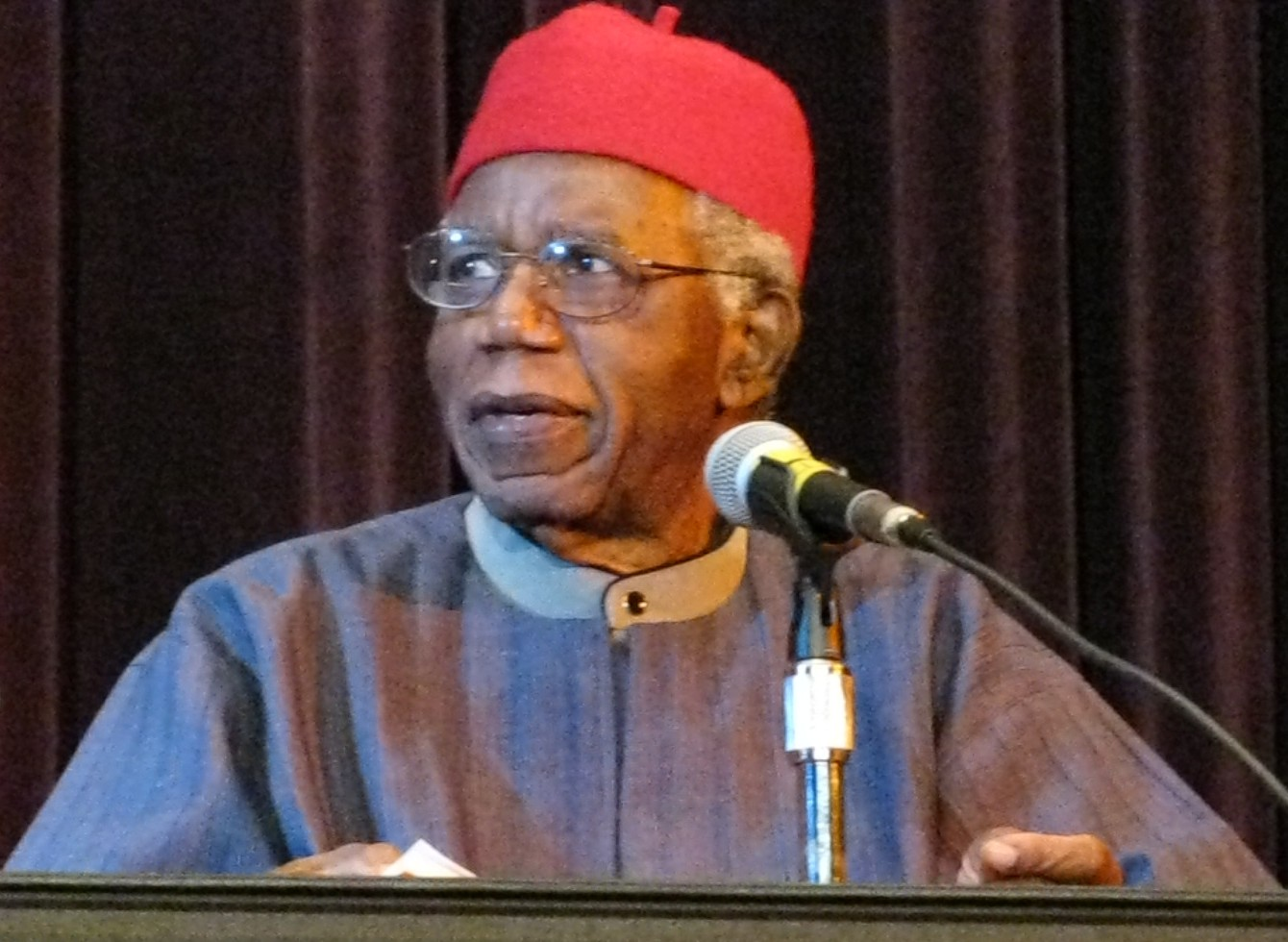
Чінуа Ачебе (1975 рік)

1975 року нігерійський письменник Чінуа Ачебе заявив, що Конрадів роман є «образливою та жалюгідною книгою», яка дегуманізує африканців. Він також стверджував, що «Серце пітьми» — твір «чортового расиста». В одному з його інтерв'ю Чінуа Ачебе каже:
|  | Читаючи «Серце темряви», – а це дуже і дуже високо оцінена книга, – я зрозумів, що я є одним з тих дикунів, що стрибали і танцювали на березі. |

## Адаптації

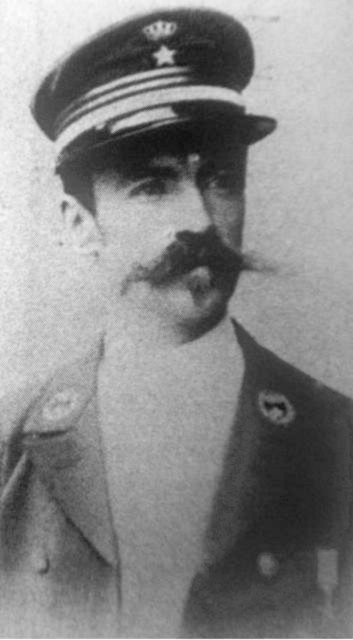
Леон Ром, можливий прототип Курца

Найбільш відомою адаптацією роману вважається фільм «Апокаліпсис сьогодні» 1979 року. Була використана основна сюжетна лінія, головні герої, деякі діалоги, але місце дії перенесено з Конго до В'єтнаму та Камбоджі часів війни у В'єтнамі. У документальному фільмі про зйомки «Серця темряви: апокаліпсис режисера» описуються основні проблеми, які Ф. Ф. Коппола та команда були вимушені подолати, щоб фільм таки дійшов до екранів. Деякі з цих проблем відзеркалювали теми книги.
За романом також знято телефільм «Серце темряви» 1993 року.
Сама книга фігурує та цитується у фільмі «Кінг Конг» 2005 року.
Компьютерна гра «Far Cry 2» 2008 року, також є вільною адаптацією роману. Гравець виконує роль працюючого у Африці найманця. Чиїм завданням є вбивство невловимого «Шакала». Окрім того, останній рівень у грі має назву «Серце пітьми».
Науково-фантастичний фільм 2019 року «До зірок» є частковою адаптацією «Серце пітьми».

## Переклади українською
Станом на 2016 рік всього існує три різні переклади роману «Серце темряви» українською.
Вперше україномовну версію роману, під назвою «Серце пітьми», опублікувало видавництво «Астролябія» у 2015 році. Перекладач Ігор Андрущенко, літературний редактор Катерина Міхаліцина, автор післямови Олег Фешовець, дизайнер Галина Гінайло. У цьому ж році книга вийшла друком в перекладі Марії Головко у видавництві «Знання». У 2016 році роман опублікувало видавництво «Комубук» в перекладі Тараса Бойка.
- Джозеф Конрад. Серце пітьми. Переклад з англійської — Ігор Андрущенко.  Львів: «Астролябія». 2015. 160 стор. ISBN 978-617-664-081-3
- Джозеф Конрад. Серце темряви. Переклад з англійської — Марія Головко. Київ: «Знання». 2015. 175 стор. ISBN 978-617-07-0320-0
- Джозеф Конрад. Серце пітьми. Переклад з англійської — Тарас Бойко. Київ: «Комубук». 2016. 176 стор. ISBN 978-966-97490-5-5